# Schizosepala
Schizosepala é um género botânico pertencente à família Scrophulariaceae.
1. ↑  «Schizosepala — World Flora Online». www.worldfloraonline.org. Consultado em 19 de agosto de 2020